# Операція «Томагавк»
Операція «Томагавк» (англ. Operation Tomahawk) — повітрянодесантна операція американських повітрянодесантних військ за підтримки філіппінської та індійської армій, що проводилася протягом 23 березня 1951 року силами 187-ї полкової бойової групи в місті Мунсан-ні в рамках операції «Корейджес» у Корейській війні. Десантування 3437 десантників 187-ї полкової бойової групи та 12 десантників-медиків 60-ї індійської парашутно-польової швидкої допомоги 129-ма транспортними літаками С-119 та С-46 стало другою за розмахом десантною операцією у війні.

## Історія
За задумом американського командування для оточення та ліквідації великої кількості сил китайської Народної добровольчої армії та Корейської народної армії між річками Хан та Імджін на північ від Сеула була розроблена операція «Корейджес». План операції полягав у тому, щоб I американський корпус, який складався з 25-ї та 3-ї піхотних дивізій США та 1-ї дивізії Республіки Корея, розпочали наступ на позиції противника, що зупинилися перед фронтом оборони I корпусу армії Республіки Корея і якомога швидше просуваючись досягли річки Імджін, блокувавши шляхи відходу корейсько-китайських військ на північ.
Операція «Томагавк» була другою частиною плану. Для реалізації завдання з блокування ворожих військ планувалося масштабне застосування повітряного десанту силами 187-ї полкової бойової групи.
23 березня 1951 року американські десантники висадилися парашутним способом на глибині приблизно за 30 кілометрів на північ від лінії фронту. Після десантування з 129 військово-транспортних літаків C-119 «Флаїнг Бокскар» та С-46 «Коммандо», вони об'єдналися з Оперативною групою «Кроудон», яка складалася з моторизованих підрозділів 6-го танкового батальйону, який йшов у першому ешелоні 24-ї піхотної дивізії та підрозділами 3-ї піхотної дивізії США. Збройні сили ООН просунулись до своєї цілі, зустрівши слабкий опір — здебільшого долаючи мінні поля, — оскільки корейсько-китайські війська відступили ще до того, як туди потрапили.
В результаті десантування 187-ма полкова бойова група зазнала втрату 4 людей (3 вбиті в бою та 1 загинув унаслідок катастрофи при десантуванні).